# Tomoyasu Hirose
Tomoyasu Hirose (廣瀬 智靖 Hirose Tomoyasu?, nacido el 11 de septiembre de 1989 en Saitama) es un exfutbolista japonés. Jugaba de centrocampista y su último club fue el Tokushima Vortis de Japón.

## Trayectoria

### Clubes
| Club              | País  | Año         |
| ----------------- | ----- | ----------- |
| Montedio Yamagata | Japón | 2008 - 2013 |
| Tokushima Vortis  | Japón | 2014 - 2015 |

## Estadística de carrera

### J. League
| Club              | Año   | J. League | J. League | Copa J. League | Copa J. League | Total | Total |
| Club              | Año   | Part.     | Goles     | Part.          | Goles          | Part. | Goles |
| ----------------- | ----- | --------- | --------- | -------------- | -------------- | ----- | ----- |
| Montedio Yamagata | 2008  | 1         | 0         | -              | -              | 1     | 0     |
| Montedio Yamagata | 2009  | 16        | 1         | 6              | 2              | 22    | 3     |
| Montedio Yamagata | 2010  | 4         | 0         | 2              | 0              | 6     | 0     |
| Montedio Yamagata | 2011  | 19        | 0         | 1              | 0              | 20    | 0     |
| Montedio Yamagata | 2012  | 18        | 1         | -              | -              | 18    | 1     |
| Montedio Yamagata | 2013  | 20        | 1         | -              | -              | 20    | 1     |
| Tokushima Vortis  | 2014  | 3         | 0         | 3              | 0              | 6     | 0     |
| Tokushima Vortis  | 2015  | 25        | 1         | -              | -              | 25    | 1     |
| Total             | Total | 106       | 4         | 12             | 2              | 118   | 6     |